# サナエトンボ科
サナエトンボ科（サナエトンボか、Gomphidae）は、トンボ目・トンボ亜目に属する昆虫。本科の種はヤンマ科やオニヤンマ科と混同されやすい。

## 概要
中型から大型のトンボ。比較的しっかりした体をしており、腹部は円筒形。普通は黒地に黄色、あるいは黄緑色のい斑紋を持つ。頭部がヤンマなどよりも扁平で、ややイトトンボなどに似る。胸の背側には明瞭な八の字状の模様がある。腹節の上部に明色の紋があり、末端の三節を除いて腹節は全て同型である。また、アオサナエやオナガサナエ、ウチワヤンマなどでは特定の腹節が特殊な形状をしているものもある。翅のアスペクト比は約3。黒い地に黄色い模様と緑色の複眼が基本的で、姿がオニヤンマに近い。
飛翔力は弱くないが、止まっていることの多い種が多い。縄張りを守るときも静止占有型（枝先などに止まって見張る）のものが多く、一部にはパトロール飛行をするものがある。雌の産卵管は退化的。産卵は雌が単独で行うが、その方法は多様。

幼虫は比較的扁平で紡錘形に近い形をしており、足はあまり長くない。触角は棒状、へら型、しゃもじ型などをしている。あまり活発に泳ぐようなものはなく、多くは水底の泥や砂に潜る。羽化の際には陸にでて、やや平らな面の上に定位した後、その背中から成虫が抜け出て、幼虫の殻の上に尾で立つようにして翅を広げる（直立型）。

## 下位分類
オセアニア以外の世界に広く生息し、78属788種が知られる。日本からは14属27種が知られる。一部のものはヤンマの名を与えられている。
サナエトンボ亜科 Gomphinae
- アジアサナエ属 Asiagomphus
  - ヤマサナエ Asiagomphus melaenops (Selys)
  - キイロサナエ Asiagomphus pryeri
  - アマミサナエ Asiagomphus amamiensis amamiensis
  - オキナワサナエ Asiagomphus amamiensis okinawanus
  - ヤエヤマサナエ Asiagomphus yayeyamensis
- Gomphus
  - ホンサナエ Gomphus postocularis (Selys)

ウチワヤンマ亜科 Lindeniinae
- Sinictinogomphus
  - ウチワヤンマ Sinictinogomphus clavatus  (Fabricius)
- Sieboldius
  - コオニヤンマ Sieboldius albardae (Selys)
- Ictinogomphus
  - タイワンウチワヤンマ Ictinogomphus pertinax (Selys)

コガタサナエ亜科 Octogomphinae
- Davidius
  - ダビドサナエ Davidius nanus (Selys, 1869)
  - モイワサナエ Davidius moiwanus (Matsumura & Okumura in Okumura, 1935)
  - クロサナエ Davidius fujiama (Fraser, 1936)
- Trigomphus
  - フタスジサナエ Trigomphus interruptus (Selys)
  - オグマサナエ Trigomphus ogumai (Asahina)
- Stylogomphus
  - オジロサナエ Stylogomphus suzukii (Oguma)

オナガサナエ亜科 Onychogomphinae
- Onychogomphus
  - オナガサナエ Onychogomphus viridicostus (Oguma, 1926)
- Nihonogomphus
  - アオサナエ Nihonogomphus viridis Oguma, 1926

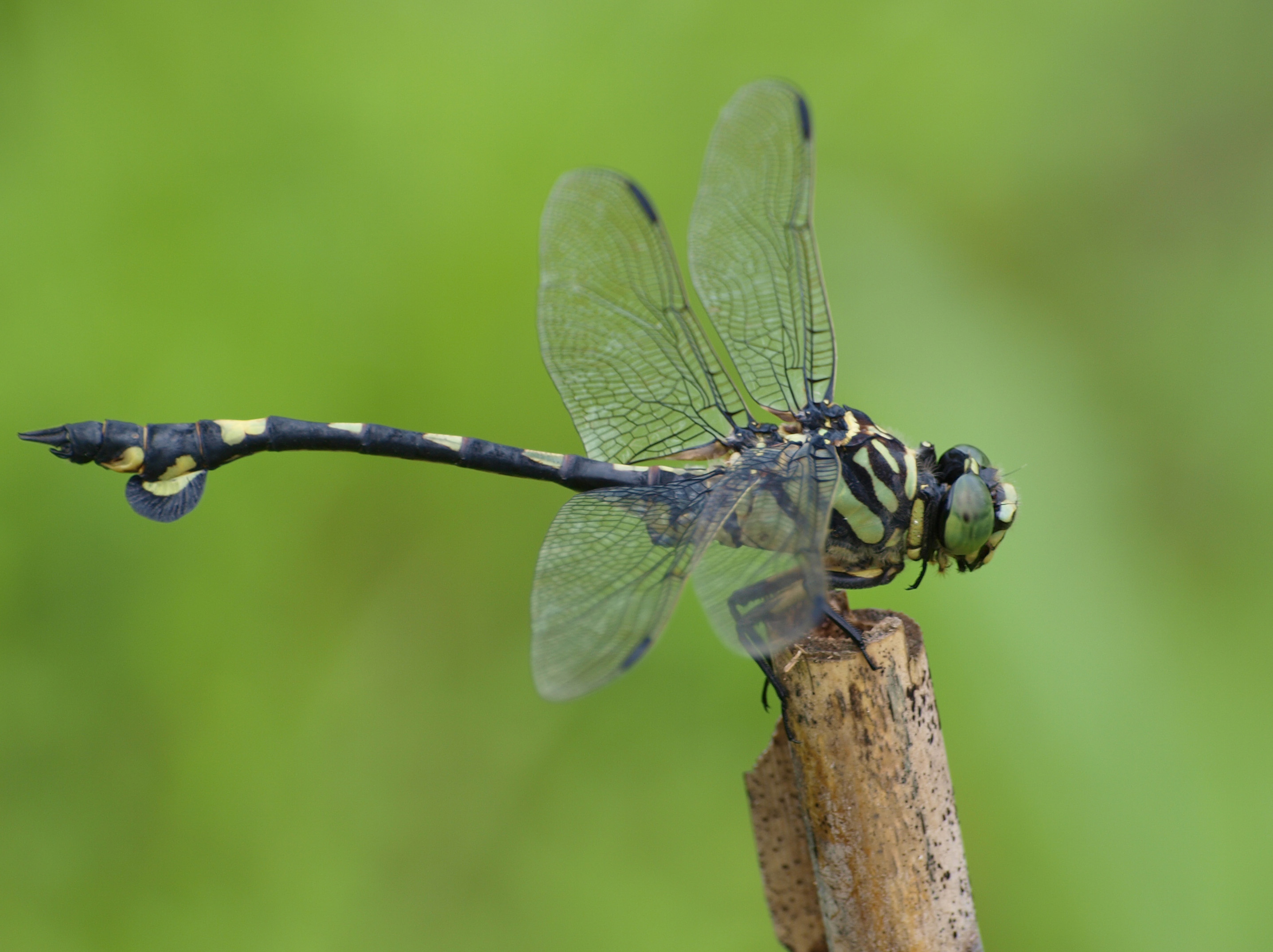
ウチワヤンマ
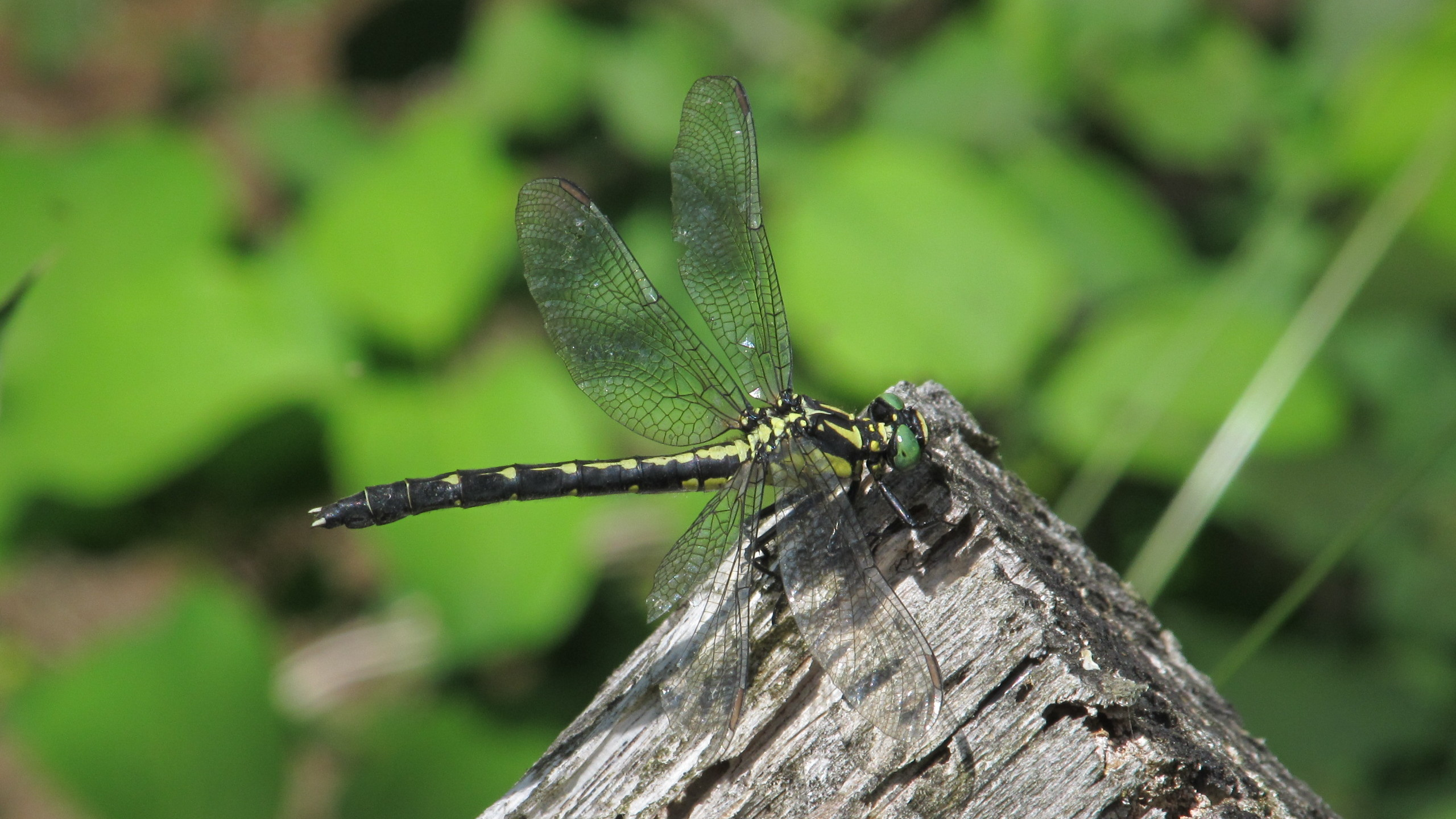
タベサナエ
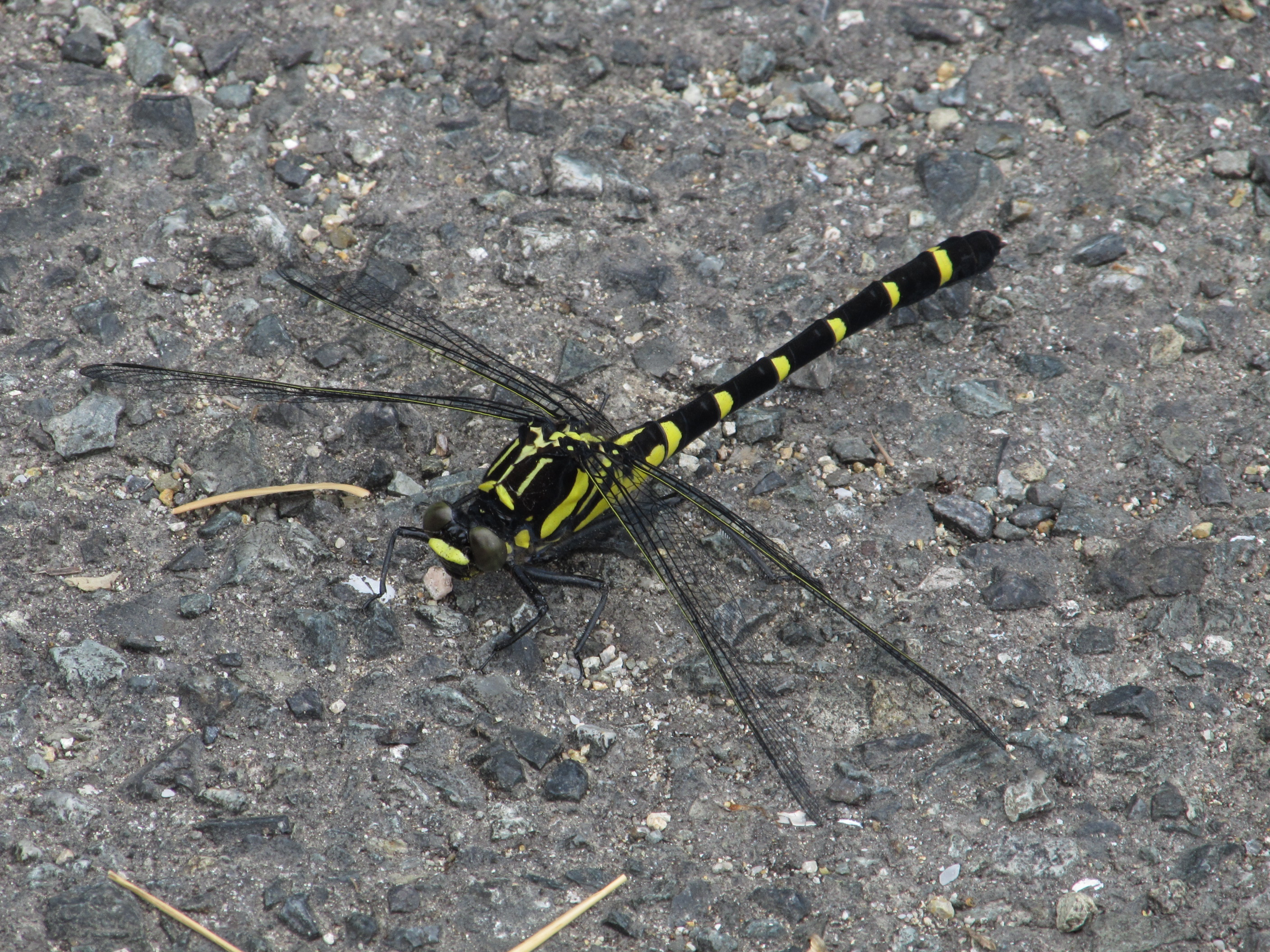
コオニヤンマ